# Csávoly
Csávoly é um município da Hungria, situado no condado de Bács-Kiskun. Tem 47,42 km² de área e sua população em 2015 foi estimada em 1.731 habitantes.